# Seisyll ap Dyfnwal
Seisyll ap Dyfnwal († 25. Dezember 1175 in Abergavenny Castle) war ein walisischer Fürst und Lord von Gwent Uwch-Coed (Upper Gwent).

## Herkunft und Familie
Seisyll war der Sohn des Fürsten Dyfnwall von Uwch-Coed und dessen Frau, die eine illegitime Tochter des anglonormannischen Eroberers von Abergavenny, Hamelin de Ballon gewesen sein soll. Er galt als einer der mächtigsten walisischen Fürsten von Südostwales, das jedoch im 12. Jahrhundert zu großen Teilen unter anglonormannischer Herrschaft stand. In erster Ehe war er mit Angharad, einer Tochter von Owain Wan von Gwynllŵg verheiratet, womit er ein Schwager von Morgan und Iorwerth ab Owain, der Lords of Caerleon war. In zweiter Ehe war er mit der verwitweten Gwladus verheiratet, die eine Schwester von Lord Rhys gewesen sein soll.

## Lord von Gwent
Seisyll soll 1165 Henry of Gloucester, einen Sohn von Miles de Gloucester ermordet haben. Zusammen mit Owain, dem ältesten Sohn seines Schwagers Iorwerth ab Owain war er 1172 auf dem Weg zu Friedensverhandlungen mit dem englischen König Heinrich II. nach Usk Castle, als sie von Männern des Earls of Gloucester angegriffen wurden. Während Owain ermordet wurde, wurde Seisyll gefangen genommen und in Abergavenny Castle gefangen gehalten. Im Juni 1175 gehörte er zu den südostwalisischen Fürsten, die unter Führung von Lord Rhys Heinrich II. in Gloucester huldigten. William de Braose, der Lord von Abergavenny, lud ihn Weihnachten 1175 nach Abergavenny Castle ein. Dort wurden er, sein Sohn Geoffrey und sein Gefolge verräterisch von de Braoses Männern ermordet, angeblich aus Rache für den Mord an Henry de Gloucester, der ein Onkel de Braoses gewesen war. Nach dem Massaker drangen de Braoses Männer in Seisylls Burg Castell Arnallt, das etwa 6 km südöstlich von Abergavenny lag, ein, töteten seinen siebenjährigen Sohn Cadwaladr und verschleppten seine Frau Gwladus.
Das Massaker von Abergavenny, bei dem das Gastrecht so eklatant missachtet wurde, belastete das Verhältnis zwischen Walisern und Anglonormannen nachhaltig. Seisylls Neffe Hywel ab Iorwerth rächte das Massaker 1182, in dem er Abergavenny Castle niederbrannte.